# アンリエット・ド・ロレーヌ
アンリエット・ド・ロレーヌ（Henriette de Lorraine, 1605年4月5日 - 1660年11月16日）は、ロレーヌ公シャルル4世の妹。1629年、兄からロレーヌ公国の一部を帝国直属邦ファルスブール・リクセム公領として譲渡され、夫と共に統治する事となった。

## ロレーヌ公位継承問題
ロレーヌ公アンリ2世の弟ヴォーデモン伯フランソワとザルム女伯クリスティーヌの間の第3子・長女として生まれた。男子のいなかったアンリ2世は、1588年ブロワ城で暗殺されたギーズ枢機卿の非嫡出子で、ロレーヌ宮廷に引き取って養育したアンセルヴィル男爵ルイ・ド・ギーズに非常に目をかけており、男爵を自分の長女ニコルと結婚させて公位継承者に指名するつもりだった。しかしこの計画は、継承順位からすればニコルの配偶者として公位を継ぐ権利があるのは自分の長男だと考えていた弟のヴォーデモン伯との間に亀裂を生んだ。兄弟間の対立が激しくなると、ヴォーデモン伯は妻子の身の安全のために彼らをヴォーデモンの所領に避難させたうえ、自身はミュンヘンに逃れた。両派による論争の中、アンリ2世は相当な苦労をして公国の等族を説得して自分の味方に付けると同時に、弟ヴォーデモン伯とも和解するためにリュッツェルブルク男爵（Baron von Lützelburg）をミュンヘンへ派遣した。ところが旅の帰途、リュッツェルブルクはナンシー近くの町の大通りで、ヴォーデモン伯の護衛隊長だったピエモンテ人リゲ（Riguet）を殺害してしまう。アンリ2世はこの事件を弟に知らせまいとしたが、ヴォーデモン伯はこの件を察知した。アンリ2世は先手を打って軍勢を集め、ヴォーデモンを包囲し始めた（1620年）が、頼みの綱だった義弟のバイエルン公マクシミリアンは彼に味方せず、等族たちはヴォーデモン伯との和解を懇請した。ヴォーデモン伯に調停を依頼されて任地のボヘミアから戻ってきたドミンゴ・デ・ヘスス・マリア神父が公爵に兄弟で争うことの愚を滔々と説き、ようやく兄弟は和解するに至った。両者の和解の証として、1621年5月18日、公爵の長女ニコルとヴォーデモン伯の長男シャルルの婚約が成立した。ニコルとの縁談を失ったアンセルヴィル男爵は、補償としてヴォーデモン伯の長女アンリエットとの婚約を求めた。

## ルイ・ド・ギーズとの結婚
アンリエットと両親は枢機卿の庶子との身分の釣り合わない縁組に抵抗したが、ロレーヌ公国の和合の大義に屈せざるを得なかった。アンリエットと男爵の婚礼は1621年5月23日に、ニコルとシャルルの結婚は同年10月23日に行われた。アンリエットは自身の正嫡かつ高貴な血統、美貌、知性及び教養に強い自信を持っており、何一つ好感の持てる部分のない、押し付けられた結婚相手を徹底的に見下した。伯父のアンリ2世は、姪が自分の養い子を嫌っていることを気にかけ、彼に財産を持たせることでより魅力的な夫にしてやろうとした。公爵は男爵に対し、1610年アプルモン＝ラ＝フォレを、その後ファルスブールを与えていたが、アンリエットと結婚した後の1623年新たにリクセムを買い与えた。ついには広域なビッチュ領主領を譲渡し、死に際しては遺言で30万リーヴルを遺贈した。アンリエットの兄シャルル4世はロレーヌ公位継承後、義弟のアンセルヴィルとは公位をめぐるライバル関係のため不仲だったにもかかわらず、義弟を「リクサイム及びファルスブール公（Prince de Lixheim et de Phalsbourg）」に昇格させた。しかしアンリエットの夫に対する気持ちは相変わらず嫌悪と無関心に満たされていた。

## ピュイローラン卿とのロマンス
1629年フランス王ルイ13世の意志薄弱で無定見な弟オルレアン公ガストンが兄王に謀反を企てた結果ナンシーのロレーヌ宮廷に身を寄せたことが契機となり、アンリエットと夫ルイの夫婦関係は完全に破綻した。王弟に付き従ってきた寵臣ピュイローラン卿アントワーヌ・ド・ラージュがアンリエットを夫の見ている前で公然と誘惑したからである。マルシュ地方の田舎貴族出身の野心家ピュイローランは、ロレーヌ公の妹の愛人どころか妹の事実上の夫のように振る舞いだした。アンリエットはピュイローランの助力で妹のマルグリットをオルレアン公と結婚させることに成功し、2人の婚礼は1632年1月3日にナンシーで、ルイ13世王の同意のないまま挙行された。立場を失ったルイ・ド・ギーズはロレーヌ宮廷を去ってミュンヘンに移り、1631年12月4日に亡くなった。ルイの遺体はサンピニーのサント＝リュシー教会に安置された。夫妻には子がなかったため、ファルスブール及びリクセム公領は妻アンリエットが相続した。
王弟ガストンはマルグリットとの結婚後まもなく、リシュリュー枢機卿に対する反乱に参加した罪を問われてブリュッセルに亡命する羽目になった。ガストンはこの武装蜂起でリシュリューの排除のみならずフランス王位をも狙う勢いを見せたが、1632年に同盟者のモンモランシー公爵の軍勢がカステルノーダリ近郊で国王軍に粉砕され、モンモランシー公が捕虜となると、ガストンが王位を奪う見込みは全くなくなった。ピュイローランは王弟のブリュッセルへの逃避行を指揮し、王弟とルイ13世王の和睦を実現させ、1634年フランスに帰国した。ピュイローランは同年末にリシュリューの親類の女性マルグリット・フィリップ・デュ・カンブと結婚し、公爵位をも与えられたが、1635年リシュリューの命令で逮捕・投獄され、まもなく獄死している。

## ブリュッセルへの逃亡
フランス王ルイ13世は、三十年戦争においてロレーヌ公シャルル4世が神聖ローマ皇帝（ハプスブルク家）側についたことに怒り、ナンシーへ進軍した。シャルル4世は首都を救援しようと急行したが、フランス王の軍陣に呼び出されて赴いたところ、リシュリューの奸計で捕虜にされてしまう。囚われたロレーヌ公はやむなくフランス軍へのナンシー明け渡しを命じたが、公爵家の中でファルスブール女公アンリエットだけは大胆にもフランスへの屈服に反対した。彼女の妹オルレアン公爵夫人マルグリットはこれに先立つ1633年8月23日ナンシーを脱出していたが、アンリエットもまた、フランス占領軍の監視の目を上手く逃れてネーデルラントへ逃亡することに成功し、スペイン王室の権威下にあるブリュッセルの総督宮廷に保護を求めた。一方、パリ高等法院はアンリエットの全財産の没収を決議し、1633年には彼女が兄シャルル4世に抵当物件として譲っていたブレ伯爵領も没収の対象となった。アンリエットは兄シャルルの人生が最も劇的に転変した時期に居合わせた。公爵が1634年ブリュッセルでベアトリクス・ド・キュザンスと恋に落ちて結婚しようとした際、アンリエットはこれに強く反対し結婚を一時的に諦めさせた（彼らは1637年に結婚してしまう）。また1635年夏、シャルル4世がラ・フォルス公爵及びアングレーム公爵の軍勢が占領するロレーヌ公国に軍隊を進めた際、アンリエットは兄と共に軍勢を率いた。

## その後の結婚歴と帰郷
所領を没収されたアンリエットは経済的な問題に直面したため、周囲は、教養もなく病弱だが裕福なピエモンテ人貴族、ソレーロ侯爵カルロ・グアスコ（Carlo Guasco）との再婚を勧めた。2人の婚礼は1643年10月11日にメヘレン大司教ヤコブス・ボーネンの司式で執り行われたが、ソレーロ侯爵は翌1644年妻の権利によりリクセム及びファルスブール公を名乗ったものの、すぐに亡くなってしまう。1649年、ネーデルラント総督を務めたカステロ・ロドリゴ侯爵の息子、ルミアレス伯爵クリストヴァン・デ・モウラ（Cristovão de Moura, Conde de Lumiares）と三度目の結婚をするが、こちらもすぐに死に別れた。その後、再び金銭問題のために、1652年アントウェルペンにて裕福なジェノヴァ人貴族のジュゼッペ・フランチェスコ・グリマルディ侯爵（Giuseppe Francesco Marchese Grimaldi）と四度目の結婚をした。グリマルディはアントウェルペンで事業を展開していた。アンリエットの兄シャルル4世はこの結婚に非常に不満で、一時はアンリエットやその夫を監禁したこともあった。しかし結局、グリマルディはシャルル4世からリクセム及びファルスブール公を名乗ることを認められた。
アンリエットはロレーヌ公国の復活が約束されるヴァンセンヌ条約（1661年2月28日）の締結を待つことなく、フランス・スペイン戦争の終結が宣言されたピレネー条約（1659年11月7日）が結ばれるとまもなく、夫を連れてロレーヌに帰国した。居城の一つサンピニー城は長年の戦争の影響で荒廃していたが、グリマルディの金で快適な住まいに修復された。アンリエットは自身の所領の一つヌフシャトーで暮らした。
ピレネー条約の交渉中、アンリエットはスペインの後ろ盾を得て、自身の以前の所領を全て回復することに成功した。ところがフランス王ルイ14世がファルスブールの地理的重要性を考慮してこの地域を割譲するよう求めてきたため、ファルスブールは戻ってこなかった。ファルスブールのフランス領への割譲はヴァンセンヌ条約の締結により確定した。アンリエットはこの条約が結ばれる直前、1660年11月16日にヌフシャトーで亡くなった。彼女の遺骸は最初の夫の眠るサンピニーのサント＝リュシー教会に安置された。
アンリエットには跡を継ぐべき子がなかったため、1661年ロレーヌ公国宮廷会計局は、彼女の所領・資産は全てロレーヌ公に回収されると布告した。ただし、リクサイム公領とサンピニー城は例外で、これらは寡夫グリマルディが終身で保持すると定められた。グリマルディは義兄シャルル4世と和解し、ナンシーの宮廷で宮内長官として重用され、1663年にフランス王とロレーヌ公の間で結ばれたマルサル条約の交渉を担当した。そして1670年、シャルル4世がフランス軍の侵攻を前にロレーヌを脱出すると、これに付き従った。グリマルディは1693年8月29日にサンピニーで死去し、遺骸は妻の葬られている教会に安置された。
妹マルグリットの継娘に当たるグランド・マドモワゼル（大姫君）は、アンリエットの生涯を題材とした物語文『ファルスブール女公の色恋（Les Amours de la princesse de Phalsbourg）』を執筆し、姻戚のおばアンリエットを嫌悪していたことをはっきりと表明している。

## 引用・脚注
1. ↑  Ersch/Gruberによる。Schwennickeによれば1611年4月7日。
2. ↑  Schwennicke; Ersch/Gruberによれば、2組のカップルとも1621年5月22日、ドミンゴ・デ・ヘスス・マリア神父の司式により結婚したとされる。
3. ↑  Immerhin schreibt Henri de Beauvau, lothringischer Gesandter beim Papst: „Ein Mann von gutem Aussehen und guter Größe, sanftmütig, bürgerlich, liberal und mutig, und obwohl er keinen sehr zarten Verstand hatte, kann man dennoch sagen, dass er alle Eigenschaften hat, die einen Mann liebenswert machen können.“ ("Homme de bonne mine et d’une belle taille, doux, civil, liberal et courageux, et quoiqu’il n’eut pas l’esprit fort délicat, on peut dire néanmoins qu’il possedoit toutes les qualités qui peuvent rendre un homme aimable")
4. ↑  Ihre Worte hat Augustin Calmet in seiner „Histoire de Lorraine“ (Band VI, 97) niedergeschrieben
5. ↑  Sellerio、Sallerioとも表記される。
6. ↑  Schwennickeによれば1649/50年頃に死亡。